# Bruno Cipolla
Bruno Cipolla (Cúneo, 24 de diciembre de 1952) es un deportista italiano que compitió en remo como timonel.
Participó en los Juegos Olímpicos de México 1968, obteniendo una medalla de oro en la prueba de dos con timonel. Ganó una medalla de oro en el Campeonato Europeo de Remo de 1967.

## Palmarés internacional
| Juegos Olímpicos   | Juegos Olímpicos          | Juegos Olímpicos | Juegos Olímpicos |
| Año                | Lugar                     | Medalla          | Prueba           |
| ------------------ | ------------------------- | ---------------- | ---------------- |
| 1968               | Ciudad de México (México) | Medalla de oro   | Dos con timonel  |
| Campeonato Europeo |                           |                  |                  |
| Año                | Lugar                     | Medalla          | Prueba           |
| 1967               | Vichy (Francia)           | Medalla de oro   | Dos con timonel  |